# Хасан Хелимиши
Хасан Хелимиши (груз. ჰასან ჰელიმიში; тур. Hasan Helimişi) (род. 1907, Ортахопа, Лазистан, Османская империя — ум. 2 марта 1976 г., Сарпи, Аджарская АССР, Грузинская ССР) — лазский художник и поэт.

## Биография
Хасана Хелимиши родился в селе Ортахопа в Османской империи. Он закончил начальную, среднюю и старшую школу в Турции. В 1932 году его пригласили в Советский Союз из-за его членства в Турецкой коммунистической партии, и он отправился в Батуми. Тот же год он поступил в Университет национальных меньшинств СССР в Ленинграде, где получил образование в области танца, музыки и театра. В Ленинграде он создал хоровой коллектив под названием «Лазури Група». В 1935 году, выпав из трамвая, Хелимиши потерял одну из ног и был вынужден вернуться в Батуми. Там он женился. В Батуми он зарабатывал на жизнь своей родной профессией, которая была обувной мастерской. В 1938 году его посадили в тюрьму без явных причин, и после 3 месяцев в Батумской тюрме и некоторого времени в тюрьме в Тбилиси, его освободили, сказав, что была ошибка. С 1949 по 1954 годы его отправили в город Васюнгган (Томская область) в Сибири, поскольку его считали ненадежным и подозрительным лицом. С 1961 по 1967 год он преподавал турецкий язык на факультете восточных исследований Тбилисского государственного университета (ТГУ). 2 марта 1976 года, в возрасте 68 лет, Хелимиши ушел из жизни и был похоронен в селе Сарпи.

## Поэзия

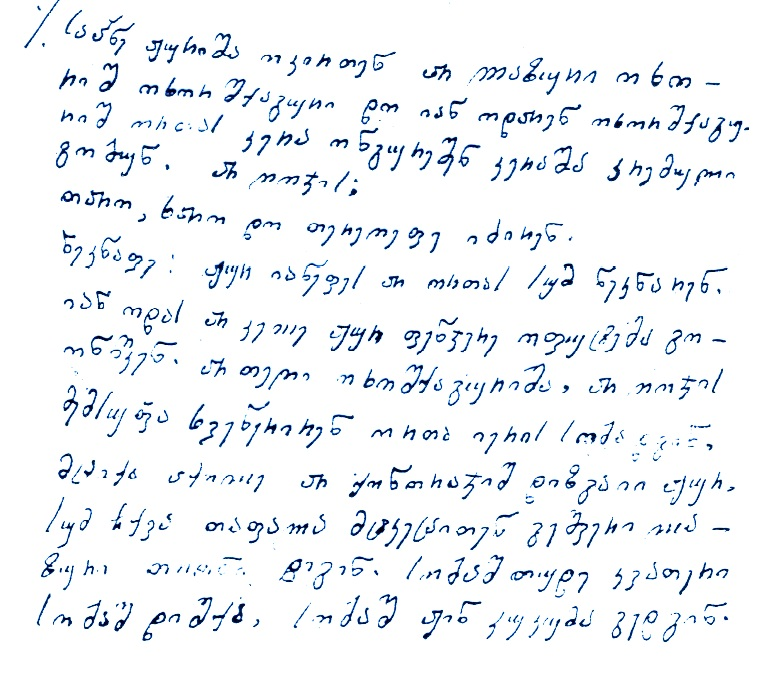
Статья написана Хасаном Хелимишем на лазском языке с использованием грузинского алфавита.

Стихи Хасана Хелимиши, написанные на лазском и турецком языках, были опубликованы в разное время исследователями лазской культуры Арнольдом Чикобава и Сергей Джикия. Все его стихи были включены в книгу «Лазская поэзия» (2007 год; ред.: Теа Каландия), изд.-во «Интеллект». В стихах Хасана Хелимиши часто освещаются мотивы Лазистана, места его рождения. Он часто описывает свое детство и молодость. Как представитель оральной поэтической традиции, Хелимиши в своей поэзии в «Я — Влюбленный» описывает себя как грустную соловейку, оторванную от своего народа, и выражает тоску по родному городу Хопа.

## Живопись
Хасан Хелимиши в основном создавал картины, вдохновленные лазскими мотивами. Признание его как художника пришло после его смерти в 1979 году, когда исследователи искусства из Тбилиси приехали в Сарпи и увидели его работы, хранившиеся в местной библиотеке. В этом же году его картины были выставлены в Государственном музее искусств Грузии, и эта выставка вызвала большой интерес. Картины Хелимиши выставляются Лазском этнографическом музее в Сарпи. Кроме того, множество его работ находятся в частных коллекциях.